# 新傳媒U頻道
新傳媒U頻道簡稱「U頻道」（Channel U），是新傳媒私人有限公司的其中一個華語電視頻道，也是新加坡繼8頻道之後的第二個華語電視頻道，正式開播於2005年1月1日上午10點正，原為新加坡報業控股旗下的報業傳訊成員。該頻道的播映時段為（SGT）每逢星期一至五下午3點正至翌日凌晨2點30分，以及每個星期六至日早上10點正至翌日凌晨2點30分。該頻道以新加坡國歌作為開台曲和收台曲，该台收播期间会重播以前精彩节目及宣传片，开台之前会与JML合作播购物节目。

## 簡史
- 2001年5月6日，报业传讯U频道开台。

2023年1月31日之前的标志

- 2004年12月31日，报业传讯所旗下的U频道交接给新传媒，而i频道因为英语市场过小停播。
- 2005年1月1日：新传媒U频道正式开台早上10时整。
- 2017年3月28日：新傳媒高畫質U頻道（Mediacorp Channel U HD）開播，是新傳媒U頻道的高解析度版本，也是新傳媒最後一個啟用高解析度播出的電視頻道。
- 目前除了《晚间新闻》以外，U频道部分节目皆提供简体中文字幕或新加坡英语字幕服务选择，观众可根据自己需求通过数码接收设备（DVB-T2 subtitle setting）调整字幕选择。

## 主要播出節目

### U选剧集
- 《優選拌飯劇場》星期一至五 7PM-9PM

連播兩集，專門播出韓國家庭戲劇。
- 《亞洲最HIT戲劇》星期一至五 10PM

播出中國大陸、香港、台湾或韓國的電視劇。
- 《周末U選強檔》星期六，日 9PM-11PM

播出主題劇集。初期以韓劇與港劇為主，2020年3月起改為泰劇專屬时段，偶爾插播韓劇與中國劇。

### 資訊娛樂
- 《原創資訊節目》（自製類）
- 《优哉游哉9点》（外购类，播放两岸三地、韩国及新加坡的旅游及生活资讯类节目）
- 其它資訊娛樂節目（外購類）

## 外部連結
- 新傳媒U頻道 （页面存档备份，存于）